# Josef Koudelka
Josef Koudelka (* 10. ledna 1938 Boskovice) je český fotograf a člen agentury Magnum Photos, patří k výrazným českým fotografům 20. století.  Proslavil se svými fotografiemi invaze vojsk Varšavské smlouvy do Prahy. Mezi jeho nejvýznamnější díla patří fotografické soubory Gypsies (Cikáni, 1975) a Exiles (Exily, 1988). V posledních letech se věnuje především fotografování scenérií. Je držitelem řady významných ocenění udělených v Česku i v zahraničí.
Vystudoval ČVUT a později pracoval jako letecký inženýr. Roku 1970 získal azyl ve Velké Británii, kde žil následujících deset let. V sedmdesátých a osmdesátých letech cestoval po Evropě a věnoval se fotografické tvorbě. Roku 1987 se stal francouzským občanem. Žije střídavě v Paříži a v Praze a nadále  pokračuje v dokumentaci evropské krajiny.

## Životopis
Narodil se roku 1938 v Boskovicích, vyrůstal v nedalekém Valchově (dům č.p. 70). Jeho otec, krejčí Josef Koudelka (12. ledna 1908 Buková – 1978), a matka Marie, rozená Nečasová (20. ledna 1908 Valchov – 1988) uzavřeli sňatek v roce 1931 ve Žďárné. V mládí začal fotografovat svoji rodinu a okolí bakelitovým fotoaparátem formátu 6×6. 
Ve čtrnácti letech ho rodiče poslali do Prahy na střední průmyslovou školu. Poté studoval na ČVUT, kde v roce 1961 promoval. V letech 1961–1967 pak pracoval jako letecký inženýr a zároveň začal fotografovat divadelní představení na starý aparát Rolleiflex. V této době se seznámil s kunsthistoričkou Annou Fárovou. Také začal pracovat na detailní studii slovenských Romů, kteří se snažili přizpůsobit se životu v Československu a přispíval do časopisu Divadlo jako nezávislý fotograf. Potom co zanechal práce leteckého inženýra, se připojil ke svazu Československých umělců a rozšířil svou studii o rumunské Romy.
V roce 1968 zdokumentoval invazi vojsk Varšavské smlouvy do Prahy. Během jednoho týdne pořídil třicetiletý Koudelka v pražských ulicích přes 5000 fotografií, často v extrémních podmínkách. Byl postřelen ruským vojákem a pronásledován mezi davy v uličkách kolem Václavského náměstí. S pomocí Anny Fárové tyto snímky propašoval ze země. Ty pak byly distribuovány agenturou Magnum Photos a zveřejněny v mezinárodním tisku pod anonymními iniciálami P. P. (Prague Photographer, pražský fotograf). Staly se ikonou této události a symbolem odporu. Později byl za tyto snímky oceněn Zlatou medailí Roberta Capy.
V roce 1970 získal azyl ve Velké Británii. V zimě pobýval v Londýně, ale v létě se s batohem a spacákem na zádech vydával na cesty po Evropě. Fotografoval Romy a jejich každodenní život, na dostizích v Epsomu a na koňském veletrhu v Appleby, poutníky na Hoře svatého Patrika a v irském Lough Derg a potulné hudebníky ve Španělsku a Portugalsku. Vždy cestoval nalehko a s málo penězi a spal pod širým nebem. V roce 1974 se stal členem Magnum Photos. V roce 1978 vyhrál Nadarovu cenu (za knížku Gitans la fin du voyage, vyd. Delpire) a grant pro výzkum zahraničí.

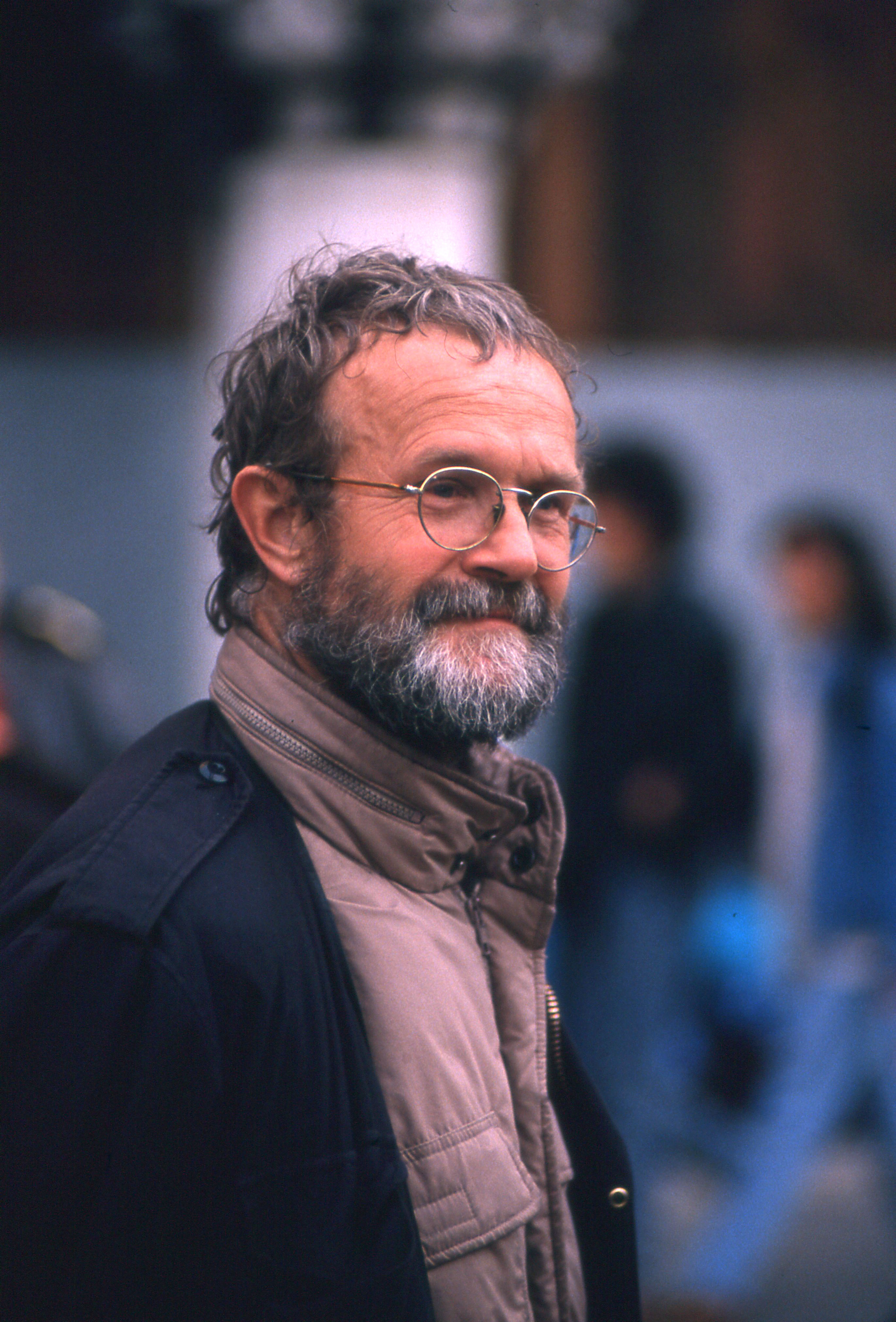
V roce 1986 v Benátkách

Roku 1980 se přestěhoval do Paříže. Získal oficiální pozvání od francouzského ministerstva k účasti na projektu Mission photographique de la DATAR – dokumentaci městské a venkovní krajiny ve Francii. Díky této příležitosti Koudelka začal fotografovat na panoramatický formát. Potom co se roku 1987 stal francouzským občanem, mohl se roku 1990 poprvé po 20 letech exilu vrátit do Česka. Roku 2003 byl Josef Koudelka oceněn jako osobnost roku české fotografie. 
| „                | Musím denně nafotit alespoň tři kazety filmu, i když nemám na programu „focení“, abych udržel oko ve cviku. | “ |
| — Josef Koudelka | |   |

V roce 2019 založil nadační fond Josef Koudelka Foundation, jehož účelem je správa, ochrana, propagace a důstojná prezentace díla zakladatele, a to i do budoucna. 

### Osobní život
Po krátkém vztahu s Angličankou Lindsay Ward se Koudelkovi v Londýně narodila v roce 1971 dcera Rebecca. Matka ji dala k adopci a Koudelka se o ní dozvěděl až po osmadvaceti letech. Jeho pozdější partnerkou byla kalifornská fotografka Jill Hartley. Roku 1986 se jim narodila v Paříži dcera Lucina. Z dalšího vztahu s italskou fotografkou Cristinou Marinelli se narodil v roce 1995 syn Nicola.
Koudelkovou neteří je Kamila Berndorffová, současná česká reportážní a dokumentární fotografka.

## Dílo
Koudelkova raná tvorba významně formovala jeho pozdější fotografie a jejich důraz na sociální a kulturní rituály včetně smrti. Brzy přešel k osobnějšímu a hlubšímu fotografickému studiu slovenských a později rumunských Romů. Tato práce byla vystavena v Praze v roce 1967. Po celou dobu své kariéry byl Koudelka oceňován pro svou schopnost zachytit přítomnost lidského ducha uprostřed temné krajiny. Častými tématy jeho tvorby jsou opuštěnost, zmar, odchod, zoufalství a odcizení. Jeho postavy někdy jako by vypadly z pohádek. Přesto někteří v jeho díle vidí naději – vytrvalost lidského snažení navzdory jeho křehkosti. Jeho pozdější tvorba se zaměřuje na krajinu oproštěnou od lidských subjektů. Jeho dílo oceňovali zejména kunsthistorička Anna Fárová a známý francouzský fotograf Henri Cartier-Bresson. 
Ještě před svou emigrací v roce 1968 dokumentoval invazi vojsk Varšavské smlouvy do Prahy. Snímky, které nejdřív publikoval anonymně, se staly symboly tehdejších událostí, později za ně dostal Zlatou medaili Roberta Capy.
V roce 1975 vydal knihu Gypsies (Cikáni) a měl svou první samostatnou výstavu v Muzeu moderního umění v New Yorku pořádanou kurátorem Johnem Szarkowskim. Vyvrcholením jeho volné tvorby ze 70. a 80. let byla kniha subjektivně dokumentárních fotografií Exiles (Exily, 1988), v níž Koudelka vyjádřil ve výtvarně působivých záběrech s výraznými vizuálními symboly a metaforami vlastní pocity a prožitky z emigrace. Exily, které vyšly s úvodním textem laureáta Nobelovy ceny za literaturu Czesława Miłosze, patří k nejdůležitějším fotografickým publikacím 20. století a dočkaly se řady vydání.
V devadesátých letech 20. století vypracoval na objednávku českého ministerstva zemědělství studii české krajiny v Podkrušnohoří zdevastované industrializací a přírodními katastrofami s názvem Černý Trojúhelník. V roce 1994 byl přizván producentem Ericem Heumannem k natáčení filmu Le regard d’Ulysse režiséra Thea Angelopoulose. Koudelka tak procestoval Řecko, Albánii, Rumunsko a bývalou Jugoslávii. Fiktivní fotografie přitom kombinoval s realitou. V letech 1997 a 1998 se soustředil na krajinu jižního Walesu, což vedlo k vydání knihy Reconnaisance: Wales. V roce 1999 zveřejnil knihu Chaos, pojednání o 10 letech anarchie, kterou lidé vnutili přírodě a sami sobě. 
Roku 2001 sestavil sérii panoramatických snímků industriální sítě Lhoist, kterou následovně vydal v knize Lime Stone. V roce 2003  představila pražská Národní galerie výstavu Retrospektiva, která byla vystavována i v dalších světových muzeích. Jeho další knihou je Koudelka, vydaná roku 2006 Robertem Delpirem.
V letech 2008 až 2012 se vydal pracovat do míst, kde zuří konflikt, do Izraele a Palestiny. Do regionu bylo pozváno 12 mezinárodních fotografů, aby se podíleli na skupinovém projektu This Place. Fotografie z tohoto putování vyšly pod názvem Wall: Israeli and Palestinian Landscape (2013). Koudelkův asistent a průvodce Gilad Baram zachytil jeho tvůrčí proces ve filmovém portrétu Koudelka fotografuje Svatou zemi (2015).
Během covidu kvůli nákaze a dalším zdravotním problémům Koudelka málem zemřel a tato zkušenost ho přiměla urychlit zpracování svého odkazu. Na 2000 fotografií reprezentujících jeho celoživotní dílo věnoval několika českým státním kulturním institucím. Zhruba 1800 položek získalo Uměleckoprůmyslové muzeum v Praze, a to včetně cyklů Invaze, Začátky, Experimenty, Divadlo, Cikáni, Exily, Panorama, ale i dosud nepublikovaný soubor fotografií plakátů v ulicích Prahy během invaze v srpnu 1968. Další díla pak získá Národní muzeum a Moravská galerie v Brně. Jednání o daru trvalo řadu let a darovací smlouvy byly podepisovány postupně.

## Ocenění
- 1967 – Ocenění unie Československých, Československo
- 1969 – Zlatá medaile Roberta Capy, National Press Photographers Association, USA
- 1972 – British Arts Council Grant na pokrytí dokumentace Kendalu a Southendu, UK
- 1973 – British Arts Council Grant na pokrytí dokumentace cikánského života v Anglii, UK
- 1976 – British Arts Council Grant na pokrytí dokumentace života na Britských ostrovech, UK
- 1978 – Nadarova cena, Francie
- 1980 – Národní dotace rady umění, USA
- 1987 – Velká národní fotografická cena, Francouzské ministerstvo kultury, Francie
- 1991 – Cena Henriho Cartier-Bressona, Francie
- 1992 – Fotografická cena nadace Erna a Victora Hasselblad, Švédsko
- 2003 – Osobnost české fotografie roku 2003
- 2004 – Cornell Capa Infinity Award, Mezinárodní centrum fotografie, USA
- 2012 – Důstojník Řádu umění a literatury, Francouzské ministerstvo kultury, Francie[3]

## Výstavy

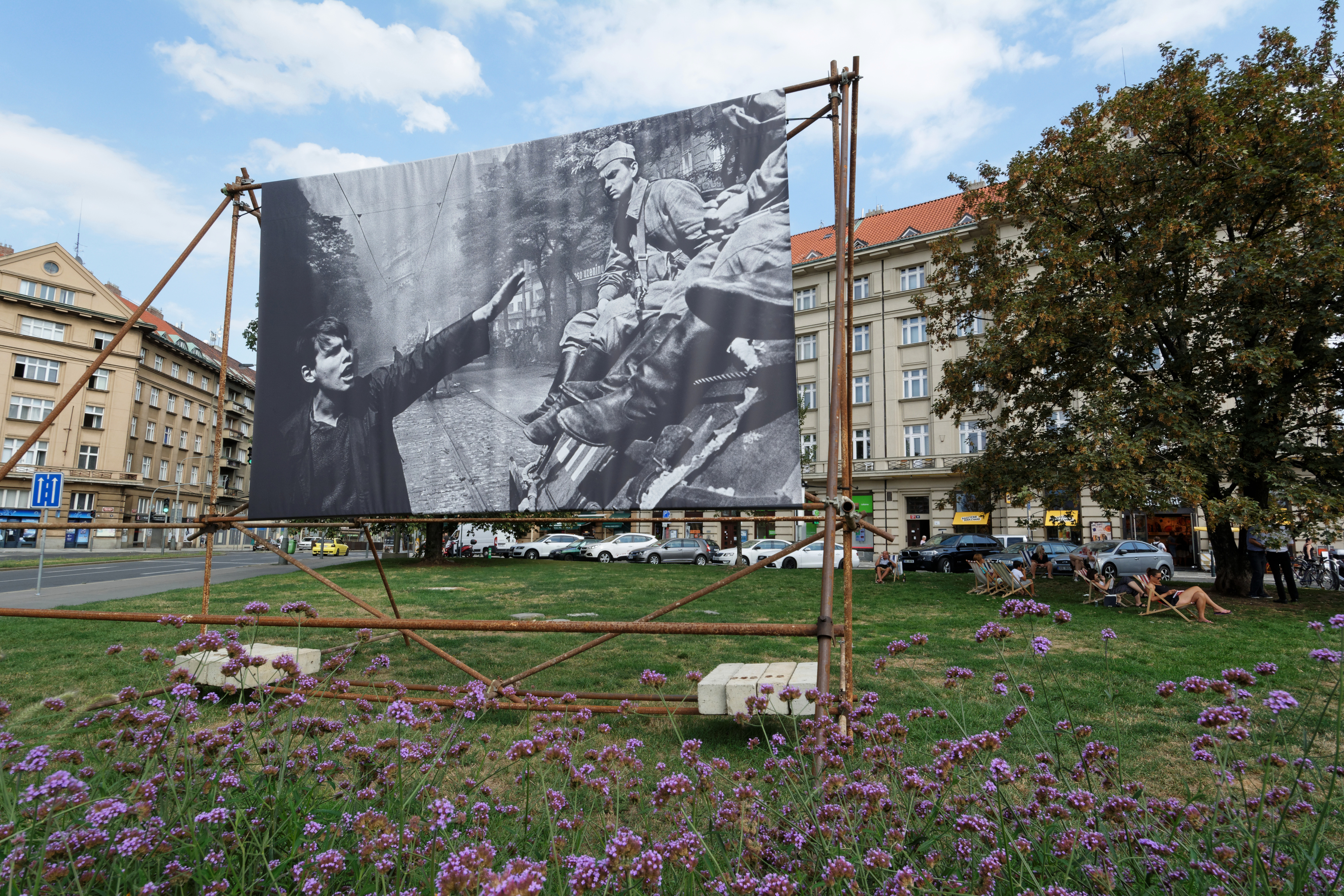
Poutač na výstavu Koudelka Invaze '68. Praha 6, Vítězné náměstí, srpen 2018.

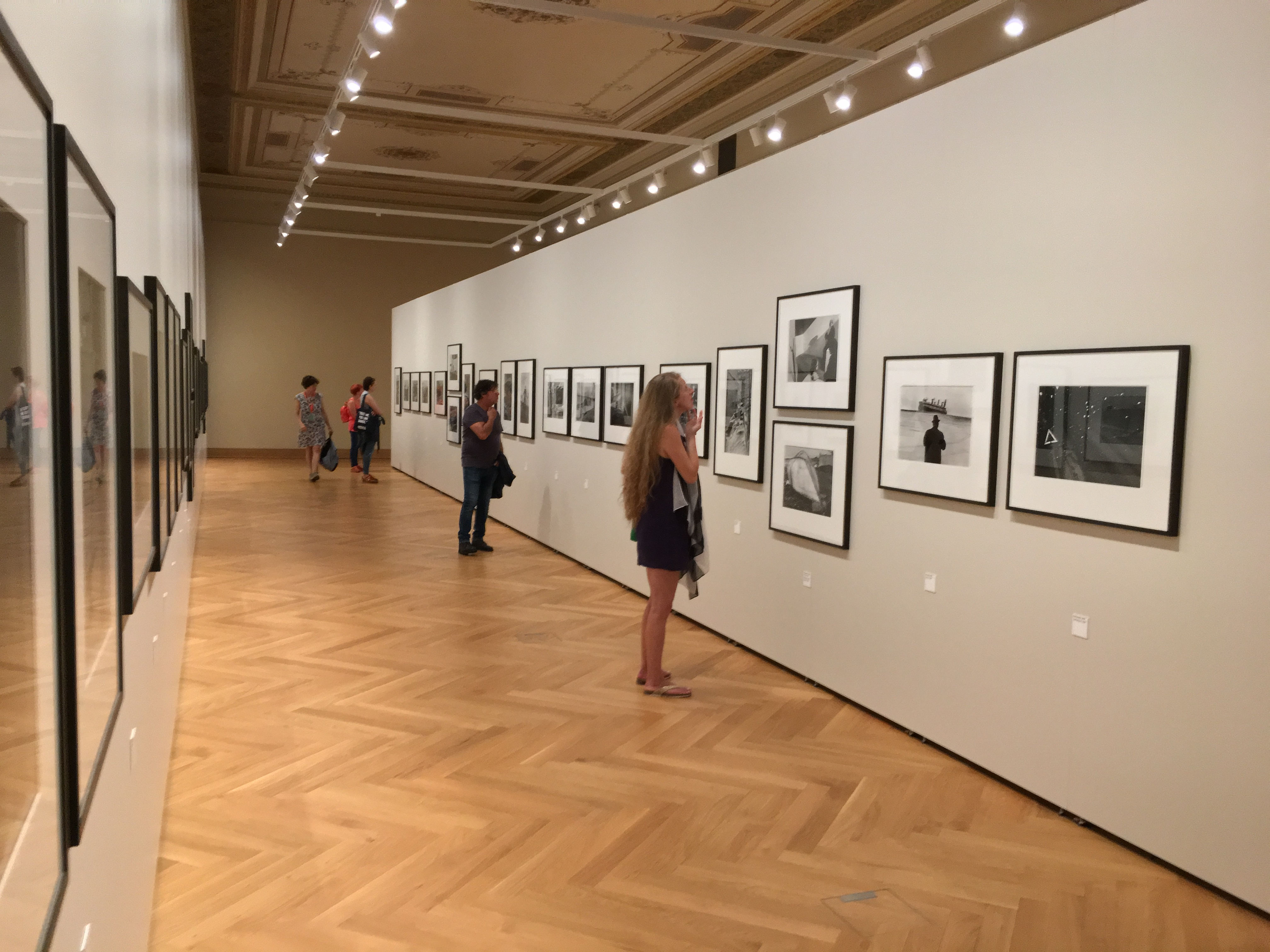
Návraty, Josef Koudelka, UMPRUM 2018

- 1961 – Divadlo Semafor, Praha, Československo
- 1967 – Josef Koudelka: Cikáni – 1961–1966 – Divadlo za branou, Praha, Československo
- 1968 – Josef Koudelka: Divadelní fotografie – 1965–1968, Divadlo za branou, Praha, Československo
- 1975 – Josef Koudelka – Muzeum moderního umění, New York, USA
- 1977 – Gitans: la fin du voyage, Galerie Delpire, Paříž; Kunsthaus Zürich, Curych, Švýcarsko; The Tel-Aviv Museum, Israel; Victoria & Albert Museum
- 1984 – Josef Koudelka – Hayward Gallery, Londýn, Spojené království
- 1988/89 – Josef Koudelka, Centre national de la photographie, Palais de Tokyo, Paříž, Francie; International Center of Photography, New York, USA; Akademie der Künste, Berlín; Museum Folkwang, Essen, Německo; IVAM, Valencia, Španělsko
- 1989 – Josef Koudelka, Mission Transmanche – galerie de l'ancienne poste, Calais, Francie
- 1990 – Josef Koudelka z fotografického díla 1958–1990 – Uměleckoprůmyslové muzeum, Praha
- 1994 – Černý trojúhelník – Podkrušnohoří: Fotografie 1990–1994 (Black Triangle) – Salmovský Palác, Praha
- 1995/97 – Periplanissis: following Ulysses' Gaze – Mylos, Thessaloniki, Greece; Zapeion, Athény, Řecko; Centre culturel Una Volta, Bastia, Francie; ville de Rodez, Francie; Tokijské muzeum fotografie, Tokio, Japonsko; Museo di Storia della Fotografia, Fratelli Alinari, Firenze, Itálie
- 1998 – Reconnaissance: Wales – National Museums and Galleries of Wales, Cardiff, Spojené království
- 1999/01 – Chaos – Palazzo delle Esposizioni, Řím, Itálie; Cantieri Culturali della Zisa, Palermo, Itálie; Palazzo Marino alla Scala, Milano Itálie; The Snellman Hall, Helsinki, Finsko; sala de exposiciones de Plaza de Espana, Madrid, Španělsko
- 2002 – Josef Koudelka: Fotograf – Národní galerie v Praze, Česko
- 2002/03 – Rétrospective – Rencontres Internationales de la Photographie, Arles, Francie; Museo del Palacio de Bellas Artes, Mexico City, Museo de Arte Contemporaneo, Monterrey, Mexiko
- 2003 – Teatro del Tempo – Mercati di Traiano, Řím, Itálie
- 2018 – Koudelka: De-creazione, Národní galerie, Veletržní palác, Praha, 22. března – 23. září 2018, kurátorka: Irena Šorfová[10]
- 2018 – Koudelka: Návraty, Uměleckoprůmyslové muzeum, Praha, 22. března – 23. září 2018, kurátorka: Irena Šorfová[11]
- 2018 – Koudelka: Invaze '68, Národní galerie, Veletržní palác, Praha, 22. srpna 2018 – 6. ledna 2019, kurátorka: Irena Šorfová.[12] Před zahájením výstavy byl v Praze 6 na Vítězném náměstí umístěn velkoformátový poutač a sedm velkoformátových reprodukcí fotografií z tohoto cyklu, které autor pro tento účel sám vybral.[13]
- 2024 – Ruiny, Uměleckoprůmyslové museum v Praze, Praha, 4. prosinec 2024 – 30. březen 2025, kurátor: Tomáš Pospěch[14]

## Knihy
- 1965 – Diskutujeme o morálce dneška, Nakladatelství Politické Literatury, Československo
- 1966 – Král Ubu: Rozbor inscenace Divadla Na Zábradlí v Praze (s Alfredem Jarrym) Divadelní Ústav, Československo
- 1975 – Gitans: la fin du voyage, Delpire, Francie; (Gypsies), Aperture, USA
- 1982 – Josef Koudelka: I Grandi Fotografi, Gruppo Editoriale Fabbri, Itálie
- 1984 – Photo Poche, Centre National de la Photographie, Francie
- 1988/97 – Exils, Centre National de la Photographie, Francie; Delpire éditeur, Francie (Exiles), Aperture, USA; Thames & Hudson, UK
- 1989 – Mission Photographique Transmanche, Editions de la Différence, Francie
- 1990 – Animal, Trois Cailloux/maison de la Culture d'Amiens, Francie
- 1990 – Prague 1968, Centre National de la Photographie, Francie
- 1993 – Josef Koudelka: Fotografie Divadlo za branou 1965–1970, Divadlo za Branou II, Česká republika
- 1993 – Josef Koudelka, Hasselblad Center, Švédsko
- 1994 – Černý Trojúhelník – Podkrušnohoří: Fotografie 1990–1994 (The Black Triangle: The Foothills of the Ore Mountain) Vesmír, Česká republika
- 1998 – Reconnaissance Wales, Fofotogallery/ National Museums and Galleries of Wales, Cardiff, UK
- 1999 – Chaos, Nathan/Delpire, Francie; Phaidon Press, UK; Federico Motta Editore, Itálie
- 2001 – Lime Stone, La Martiniere, Francie
- 2003 – Théâtre du Temps, Actes Sud, Francie; (Teatro del Tempo), Peliti Associati, Itálie; Apeiron, Řecko
- 2004 – L'épreuve totalitaire (text Jean-Pierre Montier), Delpire, Francie
- 2006 – Koudelka: Camargue, Actes Sud, Francie
- 2006 – Koudelka, Delpire, Francie; Contrasto, Itálie; Aperture, USA; Thames & Hudson, UK; Braus, Německo; Lunwerg, Španělsko; Fototorst, Česká republika
- 2008 – Invaze 68, nakladatel: Torst, ISBN 978-80-7215-334-3, formát: 296 stran, 32×25 cm, česky, brožovaná vazba, rok vydání: 2008 (1. vydání)
- 2011 – Cikáni, nakladatel: Torst, ISBN 80-7215-412-5, formát: 24×32 cm, 192 stran, česky
- 2013 – Wall: Israeli and Palestinian Landscape, New York: Aperture. ISBN 978-1-5971-1241-3
- 2023 – WILLUMEIT, Lars; ALEXANDER, Stuart; FRANCK, Tatyana; KOUDELKA, Josef. Koudelka / IKONAR. Leipzig: Spector Books, 2023. 264 s. ISBN 9783959056304. (anglicky)

## Film
- 2015 – Koudelka fotografuje Svatou zemi[15]